# Fabrizio Tozzi
Pour les articles homonymes, voir Tozzi.
Fabrizio Tozzi, né en 1970 à Ravenne, en Italie, est un astronome amateur italien.

## Biographie
Le Centre des planètes mineures le crédite de la découverte de cent cinquante trois astéroïdes, effectuée entre 2007 et 2010, en partie avec la collaboration de Mauro Graziani et de Giovanni Sostero.
| (175629) Lambertini  | 19 septembre 2007 |
| (200052) Sinigaglia  | 31 juillet 2008   |
| (202806) Sierrastars | 23 septembre 2008 |
| (210350) Mariolisa   | 22 octobre 2007   |
| (217603) Grove Creek | 9 mai 2008        |
| (243458) Bubulina    | 31 août 2009      |